# Кристо, Бенни
Бенни Кристо (настоящее имя — Бен да Силва Криштован порт. Ben da Silva Cristóvão; 8 июня 1987, Пльзень, Чехословакия) — чешский певец и спортсмен, специализирующийся на бразильском джиу-джитсу. Должен был представлять Чехию на конкурсе песни Евровидение-2020 с песней «Kemama». Представитель Чехии на конкурсе песни Евровидение-2021 с песней «Omaga».

## Биография
Родился в 1987 году в городе Пльзень. Его мать чешка, родом из Праги, а отец — анголец из Луанды. Помимо него в семье также есть дочь Бьянка.
Бен активно занимается спортом, увлекается бразильским джиу-джитсу. В сентябре 2016 года он завоевал бронзовую медаль в среднем весе (до 88 кг) на чемпионате Азии, а 20 ноября того же года стал победителем престижного турнира Madrid Open.
В молодости он также занимался сноубордом и даже занял первое место на Кубке Чехии 4x4 в 2006 году.

### Музыкальная карьера
В 2009 году Бен Криштован стал участником первого сезона чешско-словацкого шоу «SuperStar», где дошёл до финала и занял итоговое седьмое место.
Успех в этом шоу побудил Бена продолжить музыкальную карьеру. В 2010 году он выпустил свой дебютный альбом «Definitely Different», наиболее успешными синглами в котором стали «Give Me Some More» и «Put It On Me». В 2011 вышел его второй альбом, названный «Benny Cristo».
В 2013 году Кристо выпускает клип на песню «Bomby» (режиссёр Томаш Касал), который был номинирован на премию Český slavík. Помимо «Bomby», также записывает песни «Body» и «Stop». В том же году он, вместе с рядом других музыкантов, принял участие в акции «Я никогда не забуду», приуроченной к выборам в Чехии и призывающей не допустить возвращения страны к коммунистической идеологии и роста пророссийских настроений.
В 2014 выходит его третий альбом «Made in Czechoslovakia», состоящий и 16 песен.
В 2016 Кристо был удостоен премии «Český slavík», однако на церемонию награждения не пришёл, заявив, что не хочет находиться рядом с группой «Ortel» из-за их ксенофобских текстов.
В 2017 выходит его альбом «Poslední», который не был выпущен на классическом компакт-диске, а поклонники могли скачать его через QR-код на футболке со специальной графикой. В сентябре он выступил с концертом в пражском «Yellow Spa» на 4000 человек. Запись нескольких песен с этого концерта вышла в качестве видео для очков виртуальной реальности.
В 2018 году Кристо был одним из судей пятого сезона шоу «SuperStar».

#### Евровидение
3 февраля 2020 года Бенни Кристо с песней «Kemama» стал победителем чешского национального отбора, получив по результатам голосования 12 очков телезрителей и 10 от профессионального жюри. Таким образом, он стал представителем своей страны на конкурсе Евровидение-2020, которое должно было пройти в мае в Роттердаме. 13 мая 2020 чешский национальный телевещатель Česká Televize объявил, что Кристо представит Чехию на Евровидении-2021.

## Дискография

### Студийные альбомы
| Название               | Подробности                                                                     |
| ---------------------- | ------------------------------------------------------------------------------- |
| Definitely Different   | - Выпущен: 2010 - Формат: Digital download - Лейбл: Championship Music          |
| Benny Cristo           | - Выпущен: 2011 - Формат: Digital download - Лейбл: Championship Music          |
| Made in Czechoslovakia | - Выпущен: 13 марта 2014 - Формат: Digital download - Лейбл: Championship Music |

### Мини-альбомы
| Название | Подробности                                                                    |
| -------- | ------------------------------------------------------------------------------ |
| Poslední | - Выпущен: 30 июня 2017 - Формат: Digital download - Лейбл: Championship Music |
| Live Ben | - Выпущен: 3 мая 2019 - Формат: Digital download - Лейбл: Championship Music   |
| Kontakt  | - Выпущен: 28 июня 2019 - Формат: Digital download - Лейбл: Championship Music |

### Синглы
| Название                                    | Год  | Наивысшая позиция в чартах | Альбом |
| Название                                    | Год  | Чехия                      | Альбом |
| ------------------------------------------- | ---- | -------------------------- | ------ |
| «Be Mine»                                   | 2013 | —                          |        |
| «Těžký váhy»                                | 2014 | —                          |        |
| «Nemůžu si dovolit»                         | 2014 | —                          |        |
| «Utebebejt»                                 | 2014 | —                          |        |
| «Žijuproto»                                 | 2015 | —                          |        |
| «Ironben»                                   | 2015 | —                          |        |
| «Tabu»                                      | 2015 | —                          |        |
| «Asio» (feat. The Glowsticks)               | 2016 | 22                         |        |
| «Pure Girl»                                 | 2016 | 50                         |        |
| «Food Revolution Day»                       | 2016 | —                          |        |
| «Penny»                                     | 2016 | —                          |        |
| «TV Shows»                                  | 2017 | —                          |        |
| «Padam» (feat. Mária Čírová)                | 2018 | 24                         |        |
| «Mowgli»                                    | 2018 | —                          |        |
| «Smitko»                                    | 2018 | —                          |        |
| «Naha»                                      | 2018 | 26                         |        |
| «Rekviem» (with Nox Septima)                | 2018 | —                          |        |
| «Stories» (feat. Reginald & The Glowsticks) | 2019 | —                          |        |
| «Aleiaio»                                   | 2019 | 3                          |        |
| «Kemama»                                    | 2020 | —                          |        |

## Фильмография
- Backstage (2018)
- Ordinace v růžové zahradě 2[чеш.] (телесериал) — Maкс Сухи, сын руководителя хирургии MUDr. Давида Сухи[7]